# Баламутовская
Баламутовская — деревня  в Вельском районе Архангельской области. Входит в состав Муниципального образования «Шадреньгское».

## География
Деревня расположена в южной части Архангельской области, в таёжной зоне, в пределах северной части Русской равнины, в 26 километрах на северо-запад от города Вельска по автомобильной дороге Вельск-Комсомольский, на правом берегу реки Вель притока Ваги. Ближайшие населённые пункты: на противополженной стороне реки деревня Титовская и посёлок Шунема, являющийся административным центром муниципального образования.
Часовой пояс
Баламутовская, как и вся Архангельская область, находится в часовой зоне МСК (московское время). Смещение применяемого времени относительно UTC составляет +3:00.

## Население
| 2002 | 2010 | 2012 | 2014 |
| ---- | ---- | ---- | ---- |
| 21   | ↘18  | ↗20  | ↘16  |

## История
Указана в «Списке населённых мест по сведениям 1859 года» в составе Вельского уезда(1-го стана) Вологодской губернии под номером «2247» как «Баламутовское(Хитово,Кокуй)». Насчитывала 23 двора, 80 жителей мужского пола и 82 женского.
В материалах оценочно-статистического исследования земель Вельского уезда упомянуто, что в 1900 году в административном отношении деревня входила в состав Шадринского сельского общества Есютинской волости. На момент переписи в селении Баламутовское(Хитово) находилось 45 хозяйств, в которых проживало 143 жителя мужского пола и 134 женского.
В деревне находилась часовня, построенная в 1896 году. Была приписана к приходу Шадренгской Христорождественской церкви.